# Hypochalcia
Hypochalcia is een geslacht van vlinders van de familie snuitmotten (Pyralidae), uit de onderfamilie Phycitinae.

## Soorten
- H. affiniella Zeller, 1848
- H. ahenella (Denis & Schiffermüller, 1775) – Ganzenvoetmot
- H. balcanica Ragonot, 1887
- H. bruandella Guenée, 1845
- H. burgundiella Ragonot, 1893
- H. caminariella Erschoff, 1876
- H. castanella Ragonot, 1887
- H. cervinistrigalis Walker, 1863
- H. decorella (Hübner, 1810)
- H. dignalis Hübner, 1825
- H. dignella (Hübner, 1796)
- H. disjunctella Zeller, 1848
- H. fasciatella Staudinger, 1881
- H. fuliginella Duponchel, 1836
- H. fulvosquamella Ragonot, 1887
- H. griseoaeneella Ragonot, 1887
- H. hepaticella Ragonot, 1887
- H. hulstiella Ragonot, 1887
- H. lignella (Hübner, 1796)
- H. longobardella Ragonot, 1887
- H. lugubrella Hering, 1924
- H. orbipunctella Ragonot, 1887
- H. oxydella Ragonot, 1887
- H. plutonella Ragonot, 1893
- H. propinquella (Guenee, 1845)
- H. pyralinalis Walker, 1863
- H. rayatella Amsel, 1959
- H. robustella Toll, 1938
- H. romanovi Ragonot, 1893
- H. rubiginella Herrich-Schäffer, 1851
- H. staudingeri Ragonot, 1887
- H. subrubiginella Ragonot, 1887
- H. truncatella Wright, 1916